# تعلقه قاسم‌آباد
تعلقه قاسم‌آباد (به انگلیسی: Qasimabad Taluka) یک فهرست تعلقه‌های سند در پاکستان است که در ایالت سند واقع شده‌است. تعلقه قاسم‌آباد ۶۵۰٬۰۰۰ نفر جمعیت دارد.